# کژوانگ
کژوانگ (به لهستانی:  Krzywań) یک روستا در لهستان است که در گمینا دنبنگتسا کاشوبسکا واقع شده‌است.
 کژوانگ  ۱۷۰ نفر جمعیت دارد.